# Wyndham (Virgínia)
Wyndham és una concentració de població designada pel cens dels Estats Units a l'estat de Virgínia. Segons el cens del 2000 tenia 6.176 habitants.

## Demografia
Segons el cens del 2000, Wyndham tenia 6.176 habitants, 2.068 habitatges, i 1.732 famílies. La densitat de població era de 656,9 habitants per km².
Dels 2.068 habitatges en un 55,4% hi vivien nens de menys de 18 anys, en un 79,2% hi vivien parelles casades, en un 3,2% dones solteres, i en un 16,2% no eren unitats familiars. En el 13,2% dels habitatges hi vivien persones soles el 2% de les quals corresponia a persones de 65 anys o més que vivien soles. El nombre mitjà de persones vivint en cada habitatge era de 2,99 i el nombre mitjà de persones que vivien en cada família era de 3,32.
Per edats la població es repartia de la següent manera: un 35,7% tenia menys de 18 anys, un 2% entre 18 i 24, un 39,2% entre 25 i 44, un 18,7% de 45 a 60 i un 4,4% 65 anys o més.
L'edat mediana era de 34 anys. Per cada 100 dones de 18 o més anys hi havia 96 homes.
La renda mediana per habitatge era de 113.723 $ i la renda mediana per família de 121.019 $. Els homes tenien una renda mediana de 93.839 $ mentre que les dones 44.911 $. La renda per capita de la població era de 43.195 $. Entorn del 0,8% de les famílies i el 0,9% de la població estaven per davall del llindar de pobresa.

## Poblacions més properes
El següent diagrama mostra les poblacions més properes.